# Gemini Award
För andra betydelser, se Gemini.
En Gemini Award är ett årligt kanadensiskt pris utgivet till årets bästa skådespelare eller filmproducent. Priset presenteras i nuläget under 87 kategorier och firar framgångarna för de som är medlemmar i Academy of Canadian Cinema and Television.
Den 15 november 2005, infördes "Gemini Awards Day" i Kanada. 

## Kategorier
- Best News Information Series
- Best News Magazine Segment
- Best News Special Event Coverage
- Best Reportage
- Best Newscast
- Gemini Humanitarian Award
- Best Sports Play-by-Play or Analyst
- Best Live Sporting Event
- Best Direction in a Live Sporting Event
- Best Sports Program or Series
- Outstanding Technical Achievement Award
- Best Writing in an Information Program or Series
- Best Sound in an Information/Documentary Program or Series
- Best Photography in an Information Program or Series
- Best Picture Editing in an Information Program or Series
- Best Direction in a News Information Program or Series
- Best Host or Interviewer in a News Information Program or Series
- Academy Achievement Award
- Best Science, Technology, Nature, Environment or Adventure Documentary Program
- Best Biography Documentary Program
- Best Original Music Score for a Documentary Program or Series
- Best History Documentary Program
- Best Performing Arts Program or Series or Arts Documentary Program or Series
- Gordon Sinclair Award for Broadcast Journalism
- Best Direction in a Documentary Program
- Best Direction in a Documentary Series
- Best Picture Editing in a Documentary Program or Series
- Best Photography in a Documentary Program or Series
- Best Writing in a Documentary Program or Series
- Best Documentary Series
- Best Writing in a Children's or Youth Program or Series
- Best Direction in a Children's or Youth Program or Series
- Best Performance in a Children's or Youth Program or Series
- Best Children's or Youth Fiction Program or Series
- Best Children's or Youth Non-Fiction Program or Series
- Best Original Music Score for an Animated Program or Series
- Best Animated Program or Series
- Best Pre-School Program or Series
- Most Popular Website
- Canada Award
- Best Production Design or Art Direction in a Non-Dramatic Program or Series
- Best Lifestyle/Practical Information Segment
- Best Direction in a Lifestyle/Practical Information Program or Series
- Best Cross Platform Project
- Best General/Human Interest Series
- Best Host in a Lifestyle/Practical Information, or Performing Arts Program or Series
- Best Lifestyle/Practical Information Series
- Best Host or Interviewer in a General/Human Interest or Talk Program or Series
- Best Talk Series
- Best Reality Program or Series
- Best Performance by an Actor in a Featured Supporting Role in a Dramatic Series
- Best Writing in a Dramatic Series
- Best Direction in a Dramatic Series
- Best Picture Editing in a Dramatic Program or Series
- Best Sound in a Dramatic Series
- Best Production Design or Art Direction in a Dramatic Program or Series
- Best Performance by an Actress in a Featured Supporting Role in a Dramatic Series
- Best Sound in a Comedy, Variety, or Performing Arts Program or Series
- Best Picture Editing in a Comedy, Variety or Performing Arts Program or Series
- Best Photography in a Comedy, Variety or Performing Arts Program or Series
- Best Direction in a Variety Program or Series
- Best Direction in a Performing Arts Program or Series
- Best Direction in a Comedy Program or Series
- Best Performance or Host in a Variety Program or Series
- Best Performance in a Performing Arts Program or Series
- Best Individual Performance in a Comedy Program or Series
- Best Music, Variety Program or Series
- Best TV Movie
- Best Achievement in Make-Up
- Best Costume Design
- Best Achievement in Casting
- Best Visual Effects
- Best Original Music Score for a Program or Mini-Series
- Best Original Music Score for a Dramatic Series
- Earle Grey Award
- Best Performance by an Actor in a Featured Supporting Role in a Dramatic Program or Mini-Series
- Best Performance by an Actress in a Featured Supporting Role in a Dramatic Program or Mini-Series
- Best Sound in a Dramatic Program
- Best Photography in a Dramatic Program or Series
- Best Performance by an Actor in a Guest Role Dramatic Series
- Best Performance by an Actress in a Guest Role Dramatic Series
- Best Performance by an Actor in a Leading Role in a Dramatic Program or Mini-Series
- Best Performance by an Actress in a Leading Role in a Dramatic Program or Mini-Series
- Best Host or Interviewer in a Sports Program or Sportscast
- Best Writing in a Dramatic Program or Mini-Series
- Best Direction in a Dramatic Program or Mini-Series
- Best Writing in a Comedy or Variety Program or Series
- Best Comedy Program or Series
- Best Performance by an Actress in a Continuing Leading Dramatic Role
- Best Performance by an Actor in a Continuing Leading Dramatic Role
- Best News Anchor
- Best Dramatic Mini-Series
- Best Dramatic Series
- Best Ensemble Performance in a Comedy Program or Series
- Viewers' Choice Award (Viewer's Choice Award for Lifestyle Host Gemini)

### Speciella priser
- Academy Achievement Award - invigd under 1996
- Donald Brittain Award - för bästa politiska eller sociala dokumentär
- Canada Award - introducerades 1988 under namnet Multiculturalism Award
- Margaret Collier Award - för skriftliga livstidsarbeten
- John Drainie Award - inte nödvändigtvis utdelad varje år
- Humanitarian Award - invigd år 2001, mottagare är hittills:
  - (2001) Donald Martin
  - (2002) Wendy Crewson
  - (2003) Max Keeping
  - (2004) George R. Robertson
  - (2005) Royal Canadian Air Farce
- Gordon Sinclair pris för journalism - för televisionsjournalister med enastående bidrag